# Digitale Ethik
Die Digitale Ethik oder Datenethik, teils auch Algorithmenethik, beschäftigt sich als Teilgebiet der Ethik und der praktischen Philosophie mit den sittlichen Normsetzungen, die für Digitalisierung und Big Data gelten sollen. Vielfach diskutierte Themen sind Künstliche Intelligenz und Algorithmen, Überwachung und Privatsphäre, das Verhältnis zwischen Mensch und Maschine und die Rolle sozialer Medien in einer deliberativen Demokratie.
Sie hat Überschneidungen mit anderen Teilgebieten der angewandten Ethik wie der Roboterethik, der Technikethik, Informationsethik, der Medienethik, der Hackerethik und der Medizinethik.

## Definition
Der Begriff „Digitale Ethik“ wird seit 2009 von Rafael Capurro verwendet. Digitale Ethik ist ihm folgende eine Unterkategorie der Informationsethik und teilweise eine Weiterführung von Ansätzen der Medienethik. Die Digitale Ethik untersucht, wie digitale Medien und Technologien von Individuen, Organisationen und in gesellschaftlichen Kontexten eingesetzt werden und welche Lösungsansätze zur Behebung dabei auftretender Probleme und Konflikte verhandelt werden können. Die Grenzen zur Technikethik sind, wie bei der Informationsethik, fließend. Informationsethik umfasst ethische Fragen „von Information und Kommunikation unter Einbeziehung von, aber nicht ausschließlich digitaler Medien.“ Die Unterscheidung zwischen Informationsethik und Medienethik selbst ist nicht „trennscharf“. Technikethik besitzt wiederum „Berührungslinien“ mit Technikfolgenabschätzung.

## Fragestellungen
Zentrale Themen der Digitalen Ethik sind die Ökonomisierung und die digitale Transformation der Arbeitswelt, Persönlichkeitsschutz und Datenschutz. Diskutiert wird auch, welche Werte sich durch die Digitalisierung verändern. Werte wie die Privatheit und die Autonomie von Individuen stehen besonders im Blickpunkt. Es werden außerdem typische Phänomene des digitalisierten Zeitalters aus ethischer Perspektive untersucht und kritisiert. Hierzu zählen insbesondere das Cybermobbing, das Doxxing oder das Hacking. Weiterhin steht die Digitale Ethik im Zusammenhang mit der Entwicklung der Künstlichen Intelligenz und der zunehmenden Bedeutung der Robotik.
Berührungspunkte bestehen auch mit der Maschinenethik, die Möglichkeiten von Moral Machines und die Frage untersucht, ob Maschinen zu moralischem Verhalten fähig sind. Ein konkretes Beispiel, bei dem die Digitale Ethik neue Handlungsmöglichkeiten des Menschen durch die veränderte Mensch-Technik-Interaktion untersucht, ist die Frage nach Verantwortung beim autonomen Fahren. Untersuchte Ansätze zur ethischen Technikgestaltung sind Methoden wie das Ethics by Design, Value Sensitive Design und dessen gesetzlich verpflichtende Anwendung im Data protection by Design.
Konfliktsituationen
Folgende Konfliktsituationen werden von der Digitalen Ethik unter anderem behandelt:
- Einsatz algorithmischer Entscheidungssysteme in der Privatwirtschaft (zum Beispiel Kreditvergabe, Auswahl von Stellenbewerbungen, Beförderungen) und im staatlichen Bereich (zum Beispiel Erkennen des Akzents eines Asylbewerbers, Bemessung des Rückfallrisikos von Straftätern vor Gericht, Zulassungsverfahren zu Universitäten)
- Einsatz von Diagnoseverfahren anhand Künstlicher Intelligenz in der Medizin
- Haftung bei Schäden, die von einem System verursacht werden (zum Beispiel Fehler eines medizinischen Diagnosesystems oder Versagen eines autonomen Fahrzeugs)
- moralische Pflicht zur Zurverfügungstellung persönlicher Gesundheitsdaten für die medizinische Forschung („Datenspende“ analog zur Organspende)
- Einsatz von Pflegerobotern
- Heranziehen von Gesundheitsdaten bei der Tarifgestaltung der Krankenversicherung
- Freiheit des Fahrens (zum Beispiel Überschreiten des Tempolimits) bei autonomen Fahrzeugen
- Dilemmasituationen bei autonomen Fahrzeugen
- Einsatz datenbasierter Modelle und automatisierter Gesichtserkennung bei vorausschauender Polizeiarbeit
- Einfluss von Filterblasen und Fake News in sozialen Medien auf Meinungsfreiheit und Demokratie
- Hassrede in sozialen Medien
- Einfluss der Automatisierung und der Robotik auf die menschliche Arbeit

## Organisationen

### Gremien
Zahlreiche Gremien befassen sich mit digitaler Ethik:
- Enquête-Kommission „Künstliche Intelligenz“ des Deutschen Bundestags
- Datenethikkommission der deutschen Bundesregierung
- Rat für Digitalethik der hessischen Landesregierung
- Ethik-Kommission Automatisiertes und Vernetztes Fahren des Bundesverkehrsministeriums[12]
- Deutscher Ethikrat
- High-Level Expert Group on AI der Europäischen Kommission
- Projekt Algorithmenethik der Bertelsmann-Stiftung[15]
- Deutsches Institut für Normung: Ethikaspekte in Normung und Standardisierung für Künstliche Intelligenz[16]

### Forschung
An verschiedenen Hochschulen gibt es Institute zur Erforschung digitaler Ethik, wie zum Beispiel:
- Center for Digital Ethics and Policy an der Loyola University Chicago[17]
- Digital Ethics Lab[18] am Oxford Internet Institute der University of Oxford
- Institut für Digitale Ethik an der Hochschule der Medien Stuttgart[19]

### Sonstige
Die Bertelsmann Stiftung setzt sich seit 2017 mit gesellschaftlichen Folgen algorithmischer Entscheidungsfindung auseinander, unter anderem als Förderer der Initiative AlgorithmWatch und in Zusammenarbeit mit iRights.lab im Projekt Algo.Rules. Sie hat unter anderem eine Umfrage durchgeführt, in der sich fast drei Viertel der Deutschen für ein Verbot von Entscheidungen, die Algorithmen allein treffen, aussprachen. Die Europäer wüssten nur wenig über Algorithmen. Gleichzeitig merkten Vertreter der Stiftung in der Debatte um künstliche Intelligenz an, Mensch und Maschine stünden sich nicht feindlich gegenüber. Algorithmen bräuchten aber Regeln.
Das Onlinemagazin Sonntagsblatt setzt sich seit 2022 mit dem Podcast „Ethik Digital“ mit der digitalen Ethik in Philosophie, Soziologie, Natur- oder Geisteswissenschaften auseinander. Der Podcast wird von Rieke C. Harmsen und Christine Ulrich gehostet, Gäste waren unter anderem Andreas Boes, Alexander Filipović oder Thomas Metzinger.
Die Plattform Lernende Systeme ist ein deutschlandweites Netzwerk von Experten aus dem Bereich der Künstlichen Intelligenz (KI). Die knapp 200 Mitglieder der Plattform Lernende Systeme aus Wissenschaft, Wirtschaft und Gesellschaft werden vom Bundesministerium für Forschung, Technologie und Raumfahrt (BMFTR) berufen.
Die Unterarbeitsgruppe „Recht und Ethik“ aus der Plattform untersucht die juristischen und moralischen Rahmenbedingungen beim Einsatz lernender Systeme. Sie beschäftigt sich vorrangig mit Fragen zur Haftung und zur Notwendigkeit neuer oder angepasster Rechtsvorschriften. Die Gruppe fördert zudem den öffentlichen Diskurs zur Mitgestaltung durch die Gesellschaft, erarbeitet Whitepaper für eine größtmögliche Zielgruppe oder partizipiert bei Veranstaltungen mit entsprechendem Themenbezug.